# Mercy Dee Walton
Mercy Dee Walton (* 30. August 1915 in Waco, Texas als Mercy Davis Walton; † 2. Dezember 1962 in Murphys, Kalifornien) war ein US-amerikanischer Jump-Blues-Pianist, Sänger und Songwriter.

## Biografie
Geboren am 30. August 1915 in Waco, Texas, begann Mercy Dee Walton mit 13 Jahren, an den Wochenenden auf den House Partys der Umgebung Blues auf dem Klavier zu spielen. Während der Woche verdiente er sein Geld als Erntehelfer, etwa auf den Baumwollfeldern.
1938 ging er nach Kalifornien, wo er auf Farmen arbeitete und in Clubs und Bars Musik machte. 1949 machte er mit dem Lonesome Cabin Blues seine erste Aufnahme für Spire Records in Fresno. Anfang der 1950er Jahre folgten Aufnahmen für Imperial Records und Specialty Records, beide in Los Angeles. 1953 hatte Walton einen Hit mit One Room Country Shack. 1954 machte er Aufnahmen für Rhythm Records, 1955 für Flair Records.
1961 veröffentlichte Arhoolie Records das Album Mercy Dee. Mercy Dee Walton starb am 2. Dezember 1962 im Alter von 47 Jahren in Murphys, Kalifornien, an einer Hirnblutung.